# Provence (frégate)
Pour les autres navires du même nom, voir Provence (navire).
La Provence (numéro de coque D652) est la deuxième frégate anti-sous-marine du programme FREMM lancé par la France et l'Italie. Sa construction a débuté le 15 décembre 2010 aux chantiers DCNS de Lorient. Sa livraison à la Marine nationale a eu lieu en juin 2015. Aix-en-Provence est la ville marraine de la frégate depuis le 24 juin 2017.

## Construction

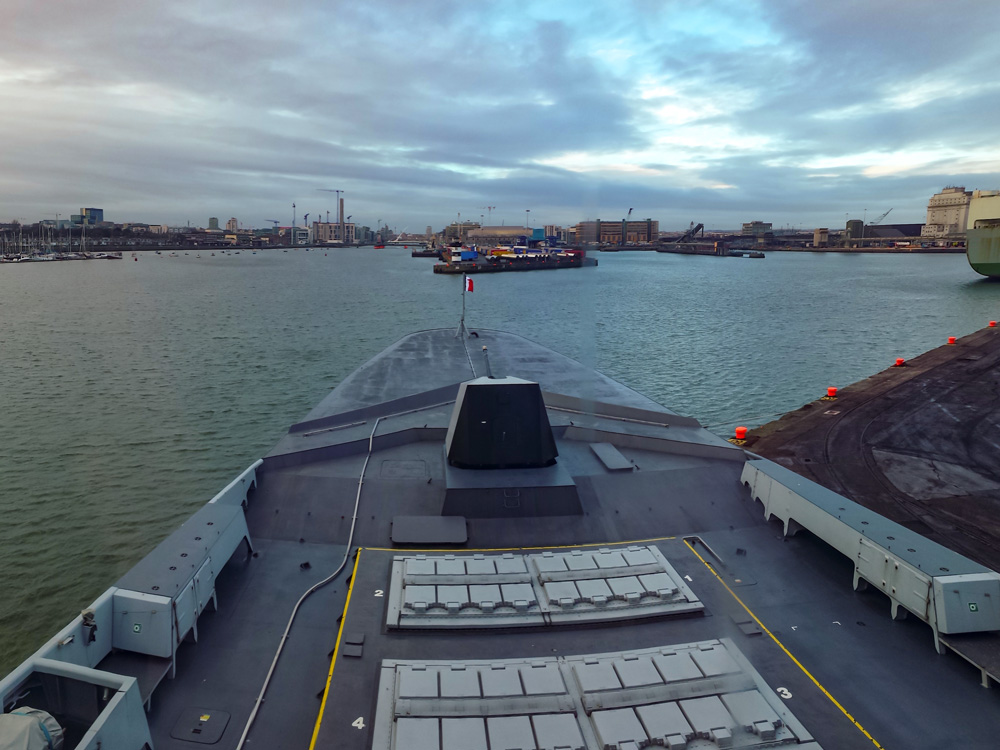
La vue depuis la passerelle du navire

La mise à flot de la frégate a eu lieu le 18 septembre 2013.
Le constructeur procède à sa première sortie en mer le 1er octobre 2014, sortie marquant le début de ses essais.
La direction générale de l'Armement prend réception de la frégate le 12 juin 2015.

## Caractéristiques

### Navigation
La frégate Provence est équipée de deux centrales de navigation inertielles Gyrolaser (Ring Laser Gyro) SIGMA 40 créées par Sagem.

### Navires jumeaux
- Aquitaine
- Auvergne
- Languedoc
- Normandie
- Bretagne

## Carrière opérationnelle
La Provence opère au nord de l'océan Indien à partir du 23 décembre 2015, elle rejoint brièvement le groupe aéronaval de l’USS Harry S. Truman, puis rejoint le groupe aéronaval du Charles-de-Gaulle qui, outre la Provence, inclut la frégate de défense aérienne Chevalier-Paul, la frégate ASM La Motte-Picquet, un sous-marin nucléaire d’attaque, le bâtiment de commandement et de ravitaillement Marne, le destroyer britannique HMS Defender ainsi que la frégate allemande Augsburg, et les accompagne dans le franchissement du détroit d’Ormuz le 26 décembre dans le cadre de l'Opération Chammal.
Le Caïman Marine de la flottille 33F embarqué sur la Provence a pu montrer sa capacité à apponter sur le porte-avions américain.
En mars 2016, dans le cadre de la CTF 150, la frégate effectue une saisie d'armes importante au large de la Somalie.

## Distinctions
Le 6 juillet 2016, à la suite de l'opération Arromanches 2 en Méditerranée orientale, le commandant de la frégate reçoit la croix militaire belge.